# SN 2010ib
SN 2010ib – supernowa typu II odkryta 5 września 2010 roku w galaktyce A012547-0122. W momencie odkrycia miała maksymalną jasność 19,20m.